# Otto Freundl
Otto Freundl (né le 13 novembre 1912 à Waldsassen et mort le 17 mars 1982 à Bad Reichenhall) est un homme politique allemand (CSU).

## Biographie
Après avoir effectué un apprentissage commercial (1925-1928), Otto Freundl travaille d'abord dans le magasin de ses parents à Waldsassen avant de s'installer à Fribourg-en-Brisgau en tant qu'employé de commerce. À partir de 1928, il s'implique dans le mouvement de jeunesse catholique (de). De 1937 à 1940, Freundl est cadre à Radio RIM (de)
En 1959, il reçoit l'ordre du Mérite bavarois. En 1965, il reçoit la Grande Croix du Mérite de l' ordre du Mérite de la République fédérale d'Allemagne

## Parti politique
Otto Freundl est cofondateur du groupe local CSU à Waldsassen.

## Parlementaire
Otto Freundl est membre du Landtag de Bavière de 1946 à 1970 (1re à la 6e législatures).

### Membre de comités et de conseils consultatifs
- 2e législature (1950-1954) : vice-président de la commission des affaires frontalières[3].
- 3e législature (1954-1958) : président de la commission des affaires frontalières[4].
- 4e législature (1958-1962) : membre du Conseil d'État de la santé de Bavière (de) et du Conseil consultatif pour l'indemnisation de la Caisse nationale d'indemnisation[5]
- 5e législature (1962-1966) : membre du Conseil d'État de la santé[6].
- 6e législature (1966-1970) : membre du Conseil des anciens (jusqu'en 1967) et du Conseil consultatif pour l'indemnisation de l'Office national d'indemnisation[7]

## Autres mandats
Otto Freundl sert de 1946 à 1948 et de 1966 à 1972 comme administrateur de l'arrondissement de Tirschenreuth et de 1948 à 1966 comme administrateur adjoint de l'arrondissement.